# 长岭经济开发区
长岭经济开发区是中华人民共和国吉林省松原市长岭县下辖的一个类似乡级单位。

## 行政区划
下辖以下地区：
东兴村、宝山村、三八村和太平村。